# Mikołaj Wigandi z Krakowa
Mikołaj Wigandi z Krakowa (zm. 9 października 1413 w Krakowie) – polski duchowny katolicki, prawnik i teolog.

## Życiorys
Pochodził z krakowskiej rodziny mieszczańskiej, miał brata Jana (kanonika przemyskiego w latach 1424–1430) oraz siostrzeńca Jana Stadtschreibera. Na studia wyjechał do Pragi, gdzie 5 stycznia 1376 roku uzyskał bakalaureat artium na Uniwersytecie Karola, a 15 lutego 1379 tytuł magistra. Po promocji na magistra podjął wykłady z filozofii na Uniwersytecie Karola, następnie podjął także studia prawnicze.
W 1385 roku został wypromowany na bakałarza dekretów, następnie opuścił Pragę i powrócił do Krakowa. W latach 1390–1392 roku brał udział w pracach nad reaktywowaniem Uniwersytetu Krakowskiego, gdzie prowadził wykłady z prawa kanonicznego obok Mikołaja z Gorzkowa. W latach 1390–1393 władze miasta Krakowa wypłacały mu czynsz w wysokości 12 lub 16 grzywien rocznie. Od 1396 roku otrzymywał również czynsz z tytułu altarii Bożego Ciała, a od 1397 roku altarii św. Floriana w kościele Mariackim.
Po 1393 roku powrócił do Pragi, gdzie w 1397 roku uzyskał tytuł doktora dekretów. Rok później powrócił do Polski i został dziekanem kapituły katedralnej w Przemyślu. Z inspiracji biskupa Macieja głosił przez kilka lat kazania w języku niemieckim, które złożyły się na dwie kolekcje kazań „de tempore et de sanctis”, opracowanych po łacinie w 1400 roku i ostatecznie zredagowanych w Krakowie 11 lat później. Z nieznanych przyczyn nie podjął w 1400 roku wykładów z prawa kanonicznego na oficjalnie reaktywowanym Uniwersytecie Krakowskim.
W 1402 roku wyjechał na kilka miesięcy na Warmię, gdzie odwiedził swojego przyjaciela, biskupa Henryka Vogelsanga. Po powrocie z Warmii podjął studia teologiczne w Krakowie, a po 1404 roku objął jedną z katedr prawa kanonicznego. Na krakowskim Wydziale Prawa wykłady prowadził do końca życia. Przed 14 maja 1405 roku otrzymał tytuł bakałarza teologii, a następnie został bakałarzem-sentencjariuszem, co wiązało się z komentowaniem Biblii i Sentencji Piotra Lombarda na krakowskim Wydziale Teologicznym. Od 1405 roku posiadał kanonię w kolegiacie św. Idziego, a dwa lata później zrezygnował z dziekanii w przemyskiej kapitule katedralnej oraz otrzymał kanonię w kolegiacie św. Floriana. Był egzekutorem testamentu profesora Jana Isnera, kilkakrotnie występował jako sędzia w różnych sporach kościelnych. 17 stycznia 1413 roku król Władysław Jagiełło i książę Witold mianowali go jednym z prokuratorów (pełnomocników) w postępowaniu przed Benedyktem Makraiem w sporze polsko-krzyżackim po wielkiej wojnie z zakonem krzyżackim.
Mieszkał w Krakowie przy ulicy Brackiej, zmarł najpewniej 9 października 1413 roku w Krakowie. Profesor Franciszek z Brzegu zaliczył go do osób najbardziej zasłużonych w staraniach o reaktywację uniwersytetu. Pamięć o jego zasługach była również podtrzymywana w modlitwach wypominkowych krakowskiej korporacji studenckiej. Posiadał znaczny księgozbiór, który zapisał uniwersytetowi.

## Twórczość
Pozostawił po sobie m.in. traktat o Dekalogu „Dicta super decem praecepta seu Praeceptorium”, wykład o odpustach „Materia de indulgentiis”, komentarz do Psalmów 1–25 „Lectura super primo nocturno psalterii” oraz traktat o życiu kapłańskim „Commentum super Stella clericorum”. Był także autorem popularnych kolekcji kazań „Sermones de tempore et de sanctis”, liczących łącznie ok. 100 kazań oraz kolekcji kazań wielkopostnych „Postilla quadragesimalis”. Jego twórczość nie została jednak dotychczas systematycznie zbadana i wydana.